# De Annebella's
De Annebella's (ook wel Annabella's of Annebelles genoemd) was een Amsterdams zangduo, bestaande uit de zussen Anne en Francien Goedhart. Het duo zong levensliederen en smartlappen, en was actief in de jaren 50 en '60 van de twintigste eeuw.

## Discografie

### Singles
| Single met eventuele hitnotering(en) in de Nederlandse Top 40 | Datum van verschijnen | Datum van binnenkomst | Hoogste positie | Aantal weken | Opmerkingen                  |
| ------------------------------------------------------------- | --------------------- | --------------------- | --------------- | ------------ | ---------------------------- |
| Pre-Top 40                                                    |                       |                       |                 |              |                              |
| Als je trouwt, trouw dan uit liefde                           | 1955                  |                       |                 |              |                              |
| Zeg weet je wat ik wil                                        | 1955                  |                       |                 |              |                              |
| Twintig kleine vingers                                        | 1955                  |                       |                 |              | top 10 van weekblad Elsevier |
| Daar in Madrid                                                | 1955                  |                       |                 |              |                              |
| De oude muzikant                                              | 1956                  |                       |                 |              |                              |